# 川内山屋敷
川内山屋敷（かわうちやまやしき）は、宮城県仙台市青葉区に所在する町丁であり、旧仙台区川内山屋敷、旧仙台市川内山屋敷に相当する。古くは山宅や山の根とも記された。郵便番号は980-0864。住居表示未実施。住民基本台帳に基づく人口は188人、世帯数は163世帯（2025年1月1日現在）。

## 地理
仙台市の東部、仙台市青葉区の東部に位置し、東部および南部で川内と、西部および北部で荒巻と接する。川内地区の中で青葉山地域に最も突出している部分で、地形的には台原段丘上に位置する。川内地区の最高部を占めており、閑散な住宅街が展開しているほか、青葉山・川内地区の開発の進行に伴って、アパートなどの建設が著しい地区である。

### 地価
2022年（令和4年）の公示地価によれば、下記の川内山屋敷の宅地および宅地見込み地における地価は次の通りである。
都道府県地価調査
- 川内山屋敷77番地1号（仙台青葉-59） : 116,000円/m2

### 消滅した道筋
川内山屋敷は町丁であるため、小字を擁さない。しかし、明治期の宮城県各村字調書によると仙台区川内山屋敷には以下の道筋があったとされる。
- 山屋敷上丁
- 山屋敷中丁
- 山屋敷下丁
- 山屋敷北丁
- 山屋敷南丁
- 山屋敷横丁

## 歴史

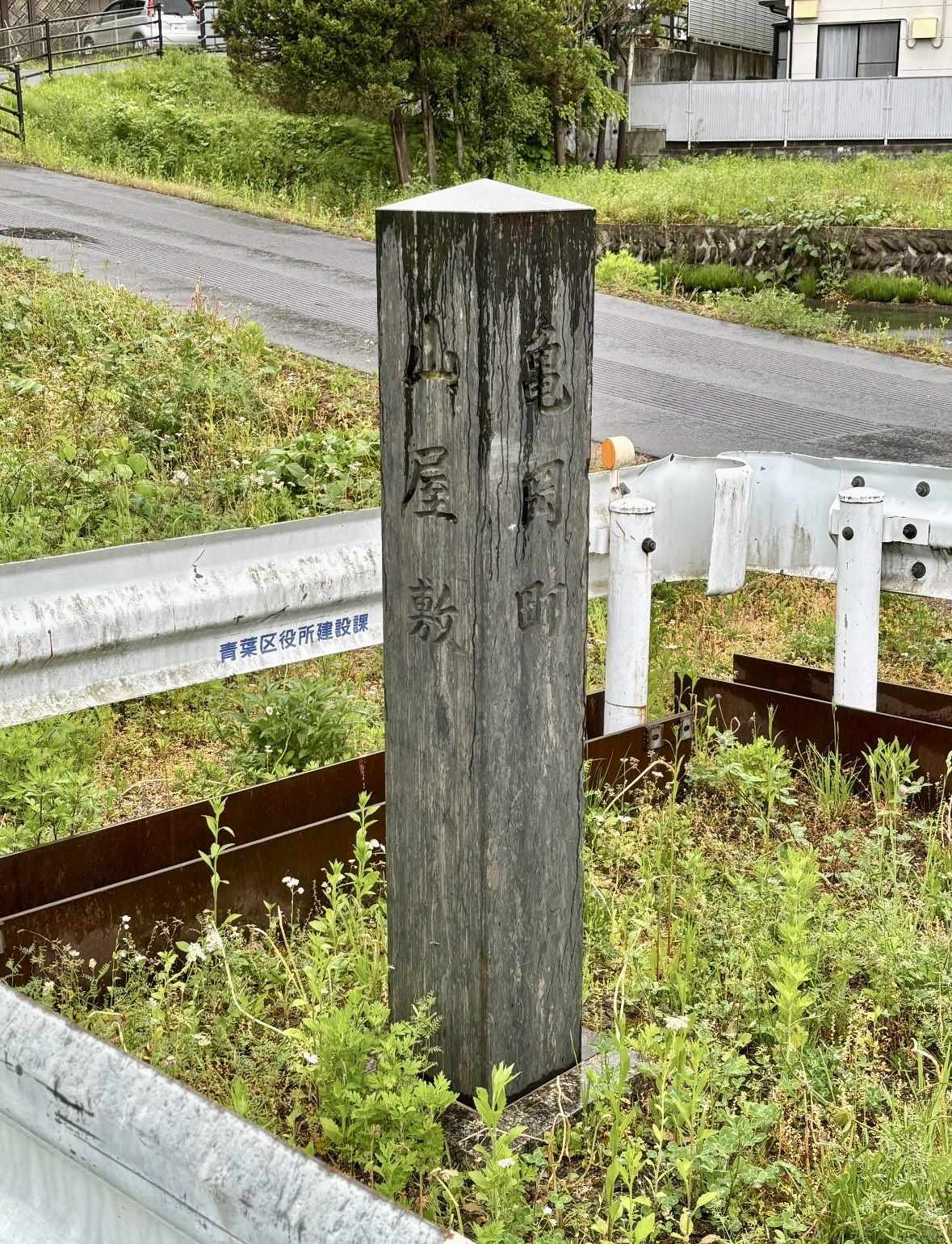
仙台市町名通名辻標65番亀岡町／山屋敷

正保の絵図によると、この地域は旗本足軽の屋敷町であったとされる。寛文から延宝年間の絵図になると筋違橋通の延長上に鉤形に曲った路地がつくり出され、周辺に10軒の小身の侍屋敷が記されている。安政年間の絵図によると、川内山屋敷一帯は旗本足軽の屋敷が配置され、街路も筋違橋通の延長線を軸にこれに直交する3本のものと、さらにその突き当たりの所から軸線に並行に山手にのびるもの、また筋違橋通の行き止まりの地点から、二の丸の西裏に沿って南方、山手に向かってのびるものなどが示されてくる。軸線は後に中通と呼ばれ、これに直交する3本の街路は、明治10年代の地図には、山手の方から上町・中町・下町と示されており、中通に並行して北方に割り出された道が北町、南方にのびるものが南町と記されている。この地に住んだ旗本・足軽は内職のために、山屋敷象嵌細工と呼ばれる家内工業を起こした。鉄地に真鍮や銅で素朴な文様などを象嵌で造り出したもので、火箸・灰ならし・燭合などの日用雑器をはじめ、のちに、鍔など武具を生産した。

### 沿革
- 1889年（明治22年）4月1日 - 仙台区が市制施行し、仙台区川内山屋敷が仙台市川内区川内山屋敷となる[10]。
- 1895年（明治28年） - 川内区が第9区となる[11]。
- 1989年（平成元年）
  - 仙台市が政令指定都市に指定され、川内山屋敷が青葉区に所属する[12]。
  - 川内山屋敷の平間酒店前に「仙台市町名通名辻標65番亀岡町／山屋敷」が建てられる[13]。

## 名称の由来
仙台城二の丸北方の山際に割り出されたことによる。

## 交通

### 鉄道
域内に鉄道駅は存在しない。最寄駅は仙台市地下鉄東西線川内駅が挙げられる。

## 小・中学校の学区
小・中学校の学区は以下の通りである。
| 大字 | 字・番地 | 小学校             | 中学校               |
| ---- | -------- | ------------------ | -------------------- |
| 牧浜 | 全域     | 仙台市立立町小学校 | 仙台市市立第二中学校 |